# Плотников, Николай Сергеевич (актёр)
Никола́й Серге́евич Пло́тников (24 октября (5 ноября) 1897, Вязьма, Смоленская губерния, Российская империя — 3 февраля 1979, Москва, СССР) — советский актёр театра и кино, театральный режиссёр, театральный педагог. Народный артист СССР (1966). Лауреат Сталинской премии I степени (1947) и Государственной премии РСФСР им. К. С. Станиславского (1970).

## Биография

Могила Плотникова на Новодевичьем кладбище Москвы.

Родился 24 октября (5 ноября) 1897 в городе Вязьма Смоленской губернии, в семье парикмахера.
До шестого класса Николай учился в гимназии, а в 1910 году, после того как умерли мать (от чахотки), отец (от разрыва сердца) и две сестры (одну зарезал из ревности в Москве двоюродный брат, а другая скончалась, не перенеся душевного потрясения), тётка мальчика, оставив младших детей покойной сестры у себя, 13-летнего подростка отправила на обучение в Санкт-Петербург. Там заботы о племяннике взял на себя его дядя — Сергей Иванович Кущенко, который был директором типолитографии Шварца. Николай учился в рисовальной школе барона А. Л. Штиглица (ныне Санкт-Петербургская государственная художественно-промышленная академия имени А. Л. Штиглица). Получил квалификацию мастера-литографа.
В начале 1915 года переехал в Москву и поступил работать в типолитографию И. М. Машистова, где делал этикетки для конфет фабрики Эйнема (ныне фабрика «Красный Октябрь») и фабрики Сиу (ныне «Большевик»).
В 1916 году, весной, Плотникова мобилизовали и определили в ефрейторскую школу в Ростов. После трёх месяцев обучения был направлен на Западный фронт, а ещё через неделю — на передовую. Оказавшись после госпиталя снова в полку, попал уже совсем в другую армию — распаленную большевистской агитацией, митингующую против войны. После войны вернулся в литографию И. М. Машистова.
В 1918—1920 годах занимался в театральной студии при Московском Художественном театре (МХАТ) под руководством М. А. Чехова.
Творческую деятельность начал в 1920 году (по другим данным — в 1919 году) в труппе Народного театра в Вязьме. С 1922 по 1934 год работал (как актёр и режиссёр) в 4-й студии МХАТа (с 1927 — Реалистический театр), которой руководил Н. В. Демидов, одновременно (1922—1926) учился в школе МХАТ. С 1934 по 1936 год играл в Московском театре Революции (ныне Московский академический театр имени Владимира Маяковского), а с 1936 по 1938 год — в Центральном театре Красной армии (ныне Центральный театр Российской армии).
С 1938 года работал (с перерывами) в МАДТ имени Е. Б. Вахтангова. В 1945—1956 годах был режиссёром Театра-студии киноактёра, а в 1951—1953 — главным режиссёром Второго драматического театра ГСВГ.
Актёр широкого диапазона, с успехом играл как острохарактерные, так и комедийные роли. Им были созданы мягкие, лиричные образы. Неоднократно исполнял роль В. И. Ленина.
Занимался преподавательской деятельностью: вёл курс в ГИТИСе (1932—1951) (профессор с 1946 года), а также преподавал во ВГИКе (1937—1939) и актёрской школе киностудии «Мосфильм» (в 1935—1937)).
Член КПСС с 1954 года.
Умер 3 февраля 1979 года в Москве. Похоронен на Новодевичьем кладбище (участок № 9).

## Семья
- сын — Плотников Сергей Николаевич (1929—1995) — философ, социолог, доктор философских наук, профессор МГУ.
- внук — Плотников, Николай Сергеевич (род. 1966) — философ, профессор российской интеллектуальной истории Рурского университета Бохума (Ruhr-Universität Bochum; Германия)

## Звания и награды
- заслуженный артист РСФСР (1933)
- заслуженный деятель искусств РСФСР (1946)
- народный артист РСФСР (1957)
- народный артист СССР (1966)
- Сталинская премия первой степени (1947) — за роль Ермилова в фильме «Клятва» (1946)
- Государственная премия РСФСР имени К. С. Станиславского (1970) — за исполнение роли Крутицкого в спектакле «На всякого мудреца довольно простоты» А. Н. Островского
- два ордена Ленина (1972, 1977)
- орден Трудового Красного Знамени (1967)
- медали
- Всесоюзный кинофестиваль (Премия за лучшую мужскую роль, фильм «Твой современник», Киев, 1968)
- МКФ в Карловых Варах (Премия жюри Международных актёрских организаций в номинации «Первый приз за актёрскую работу» (1968)) — за роль Ниточкина в фильме «Твой современник»[3]

## Творчество

### Роли в театре

#### Вяземский народный театр
- 1919 — «Изгнанники» Ю. В. Тарича — Бецкий[5]
- 1919 — «Гибель надежды» Г. Хейерманса — Капс
- 1920 — «Праздник мира» Г. Гауптмана — Роберт
- 1920 — «На дне» М. Горького — Алёшка
- 1920 — «Сверчок на печи» по Ч. Диккенсу — Текльтон
- 1921 — «На дне» М. Горького — Барон
- 1921 — «Лес» А. Н. Островского — Пётр Иванович Восьмибратов
- 1921 — «Дни нашей жизни» Л. Н. Андреева — Блохин
- 1921 — «Потоп» Г. Бергера — Фрезер

#### Реалистический театр
- 1922 — «Обетованная земля» У. С. Моэма — Джемс Викам
- 1923 — «Своя семья» А. С. Грибоедова, А. А. Шаховского и Н. И. Хмельницкого — Бирюлькин
- 1924 — «На дне» П. П. Муратова — Андрик
- 1924 — «Манелик с гор» А. Химера — Пелука
- 1924 — «Потоп» Г. Бергера — Фрезер
- 1925 — «На земле» П. Г. Низового — Кирюха
- 1925 — «Горький цвет» А. Н. Толстого — Володька
- 1926 — «Не было ни гроша, да вдруг алтын» А. Н. Островского — Елеся
- 1926 — «Чу Юн-вай» Ю. Беретля — Отец Чу
- 1927 — «Страсть мистера Маррапита» по А. Хетчинсону — Флетчер
- 1927 — «От ней все качества» Л. Н. Толстого — Сосед
- 1927 — «Цемент» по Ф. В. Гладкову — Громада
- 1928 — «Клад дворянина Собакина» Н. А. Архипова — Данилыч
- 1929 — «Норд — Ост» Д. А. Щеглова — Ойтсу
- 1929 — «Обетованная земля» У. С. Моэма — Реджинальд Хорнди
- 1929 — «Бравый солдат Швейк» по Я. Гашеку — Швейк
- 1931 — «Не было ни гроша, да вдруг алтын» А. Н. Островского — Крутицкий
- 1932 — «Разбег» по В. П. Ставскому — Кринский
- 1933 — «Мать» по М. Горькому — Находка

#### Театр Революции
- 1935 — «После бала» Н. Ф. Погодина — Дудкин
- 1936 — «Ромео и Джульетта» Шекспира — Лоренцо

#### Центральный театр Красной армии
- 1938 — «Банкир» А. Е. Корнейчука — Бесштанько

#### Театр им. Е. Вахтангова
- 1939 — «Без вины виноватые» А. Н. Островского — Шмага
- 1939 — «Путь к победе» А. Н. Толстого —  Казак
- 1940 — «Ревизор» Н. В. Гоголя — Артемий Филиппович Земляника
- 1940 — «Учитель» С. А. Герасимова — Иван Лаутин
- 1941 — «Егор Булычев и другие» М. Горького — Павлин
- 1941 — «Фельдмаршал Кутузов» В. А. Соловьева — Рембо
- 1941 — «Шёл солдат с фронта» В. П. Катаева — Ременюк
- 1942 — «Олеко Дундич» А. Г. Ржешевского, М. А. Каца — А. Г. Шкуро
- 1942 — «Русские люди» К. М. Симонова — Козловский
- 1942 — «Фронт» А. Е. Корнейчука — Крикун
- 1943 — «Слуга двух господ» К. Гольдони — Труффальдино
- 1944 — «Мадемуазель Нитуш» Ф. Эрве — Лорио
- 1945 — «Великий государь» В. А. Соловьева — Василий Шуйский
- 1948 — «Молодая гвардия» по А. А. Фадееву — Шульга
- 1948 — «Все мои сыновья» А. Миллера — Джо Келлер
- 1949 — «Огненная река» В. М. Кожевникова — Павлищев
- 1950 — «Миссурийский вальс» Н. Ф. Погодина — Дженнари
- 1950 — «Отверженные» по В. Гюго — Жавер'
- 1954 — «Человек с ружьём» Н. Ф. Погодина — В. И. Ленин
- 1954 — «Чайка» А. П. Чехова — Илья Афанасьевич Шамраев
- 1955 — «Олеко Дундич» А. Г. Ржешевского, М. А. Каца — Шкуро
- 1956 — «Фома Гордеев» по М. Горькому — Яков Тарасович Маякин
- 1956 — «Одна» С. И. Алешина — Василий Фёдорович
- 1957 — «Большой Кирилл» И. Л. Сельвинского — В. И. Ленин
- 1958 — «Гамлет» Шекспира — Полоний
- 1959 — «Маленькие трагедии» А. С. Пушкина — Лепорелло
- 1959 — «Стряпуха» А. В. Софронова — Дед Слива
- 1959 — «Иркутская история» А. Н. Арбузова — Сердюк
- 1961 — «Русский лес» по Л. М. Леонову — Грацианский
- 1961 — «Стряпуха замужем» А. В. Софронова — Дед Слива
- 1962 — «Живой труп» Л. Н. Толстого — Доктор
- 1963 — «Дион» Л. Г. Зорина — император Домициан
- 1966 — «Планета Надежды» А. Ф. Коломиеца — Борода
- 1968 — На всякого мудреца довольно простоты А. Н. Островского — Крутицкий
- 1969 — «Коронация» Л. Г. Зорина — профессор Камшатов
- 1954 — «Человек с ружьём» Н. Ф. Погодина — Волжанин
- 1972 — «Шаги Командора» — Мефодий
- 1973 — «Женщина за зелёной дверью» Р. М. Ибрагимбекова — Нури
- 1978 — «Чем люди живы» Г. Я. Бакланова — Коршунов

#### Радиоспектакли
- 1955 — «Лев Гурыч Синичкин, или Провинциальная дебютантка» Д. Т. Ленского, режиссёр Р. Н. Симонов — Пустославцев

### Режиссёр
Вяземский народный театр
- 1919 — «Гибель надежды» Г. Хейерманса
- 1921 — «Лес» А. Н. Островского

Клуб «Красный Октябрь» (Москва)
- 1923 — «Приговор» С. Белого
- 1924 — «Изгнанники» Ю. Тарича

Реалистический театр
- 1924 — «Потоп» Г. Бергера
- 1925 — «Горький цвет» А. Н. Толстого
- 1926 — «Не было ни гроша, да вдруг алтын» А. Н. Островского
- 1929 — «Бравый солдат Швейк» по Я. Гашеку

Николаевский театр юного зрителя
- 1930 — «Чудесный сплав» В. М. Киршона
- 1935 — «Хмурое устье» А. Богина
- 1935 — «Не всё коту масленица» А. Н. Островского

Московский Творческий театр
- 1935 — «Шестеро любимых» А. Н. Арбузова
- 1935 — «Светит, да не греет» А. Н. Островского
- 1936 — «Дальняя дорога» А. Н. Арбузова

Московский театр промкооперации
- 1939 — «Не было ни гроша, да вдруг алтын» А. Островского
- 1939 — «Падь Серебряная» Н. Ф. Погодина

Театр им. Е. Вахтангова
- 1939 — «Тарас Бульба» по Н. В. Гоголю
- 1945 — «Великий государь» В. А. Соловьева

Театр-студия киноактёра
- 1946 — «Дети Ванюшина» С. А. Найдёнова
- 1947 — «За тех, кто в море!» Б. А. Лавренёва
- 1948 — «Машенька» А. Н. Афиногенова (совместно с К. Плотниковой)
- 1949 — «Последние» М. Горького (совместно с К. Плотниковой)
- 1950 — «Дядюшкин сон» по Ф. М. Достоевскому (совместно с К. Плотниковой)

Второй драматический театр ГСВГ
- 1951 — «Полководец Суворов» И. В. Бахтерева и А. В. Разумовского (совместно с К. Плотниковой)
- 1951 — «Жизнь начинается снова» В. Н. Собко (совместно с К. Плотниковой)
- 1951 — «На дне» М. Горького
- 1952 — «Директор» С. И. Алёшина
- 1952 — «Миссурийский вальс» Н. Ф. Погодина
- 1952 — «Девицы-красавицы» А. Д. Симукова
- 1953 — «Достигаев и другие» М. Горького
- 1953 — «Незабываемый 1919» Вс. В. Вишневского (совместно с К. Плотниковой)
- 1953 — Сильные духом Д. Н. Медведева, А. Б. ребнева (совместно с К. Плотниковой)

### Фильмография
- 1932 — Дела и люди — председатель собрания
- 1933 — Одна радость
- 1934 — Мечтатели — Михалыч
- 1935 — Вражьи тропы — Лазарь Нашатырь
- 1936 — Зори Парижа — Ярослав Домбровский, генерал Коммуны
- 1936 — Поколение победителей — Степан Климов
- 1937 — Белеет парус одинокий — «Усатый», шпик
- 1938 — Семья Оппенгейм — Эдгар Оппенгейм
- 1938 — В людях — Жихарев, иконописец
- 1939 — Ленин в 1918 году — кулак из Тамбовской губернии
- 1939 — Мои университеты — Никифорыч
- 1941 — Боевой киносборник № 7 (новелла «Ровно в семь») — штандартенфюрер СС
- 1944 — Свадьба — шафер
- 1946 — Клятва — Иван Ермилов
- 1946 — Белый Клык — Красавчик Смит
- 1947 — Марите — отец Марите
- 1949 — Сталинградская битва — дивизионный комиссар Гуров
- 1949 — Падение Берлина — Браухич
- 1949 — Академик Иван Павлов — Никодим Васильевич
- 1954 — Об этом забывать нельзя — Ярчук
- 1956 — Пролог — В. И. Ленин
- 1959 — Ванька (короткометражный) — Аляхин, сапожник
- 1961 — Девять дней одного года — профессор Константин Иванович Синцов
- 1962 — Интервью у весны (фильм-спектакль) — Тимофей Слива (сцена из спектакля «Стряпуха замужем»)
- 1967 — Твой современник — ученый Максим Петрович Ниточкин
- 1970 — Чайка — Пётр Николаевич Сорин
- 1971 — На всякого мудреца довольно простоты (фильм-спектакль) — Крутицкий

## Память
- В 1972 году создан фильм об актёре — «Николай Сергеевич Плотников»
- В Вязьме есть улица его имени, а на здании Народного театра, где начинал актёр, открыта мемориальная доска.